# Cancionero de Gandía
El Cancionero de Gandía (Barcelona, Biblioteca de Catalunya, M. 1166 / M. 1967) es un manuscrito musical del periodo renacentista, de mediados del siglo XVI, con obras polifónicas de carácter religioso, vinculadas a Valencia. Se lo relaciona con la riquísima biblioteca musical de la capilla del virrey de Valencia, Fernando de Aragón, duque de Calabria.

## El manuscrito
El manuscrito es de notables dimensiones (415 x 260 mm) y se encuentra bastante deteriorado. Consta actualmente de 190 folios de papel, habiéndose perdido algunos de los folios originales.
Estuvo depositado en la Colegiata de Gandía hasta que en enero de 1926 fue entregado a Higinio Anglés, que por entonces era becario de la Diputación de Barcelona, para su estudio y restauración. El manuscrito nunca más volvió a Gandía, desapareció y estuvo perdido durante muchos años. Actualmente se custodia en la Biblioteca de Cataluña y desde el año 2005 es reclamado por el cabildo de la Colegiata de Gandía.
Aparte del manuscrito principal, con signatura Barcelona, Biblioteca de Cataluña, M. 1967, existe otro manuscrito catalogado como Barcelona, Biblioteca de Cataluña, M. 1166 con las mismas medidas y copiado por la misma mano que el Cancionero de Gandía. Además, el tipo de papel y características de estilo son idénticas en ambos casos, por lo que se cree que los 18 folios que componen este segundo manuscrito fueron separados del cuerpo principal del cancionero. Por este motivo, los dos manuscritos suelen designarse bajo la denominación común: Barcelona, Biblioteca de Cataluña, M. 1166 / M. 1967

## Las obras
El cancionero contiene más de 60 composiciones musicales religiosas. Debido al deterioro que ha sufrido y a que está incompleto, algunas de sus obras son ilegibles. Las obras se deben a diversos compositores vinculados a la corte valenciana de Fernando de Aragón, como Bartomeu Càrceres. Entre los géneros musicales representados, encontramos salmos, villancicos, motetes, himnos y misas.
Algunas obras están relacionadas con el Cancionero de Upsala, también de origen valenciano. Por ejemplo, algunos villancicos profanos del Cancionero de Upsala como Soleta so jo ací  y Falalalanlera aparecen también en el Cancionero de Gandía, pero con el texto cambiado "a lo divino", convertidos en villancicos de Navidad: Soleta y verge estich y Falalalanlera de la guardarriera. El manuscrito contiene también dos piezas polifónicas breves sobre el Canto de la Sibila (piezas 44 y 46).
A continuación se da una descripción detallada de las obras que componen tanto el cancionero principal "Barcelona, Biblioteca de Catalunya, M. 1967" como el "Barcelona, Biblioteca de Catalunya, M. 1166". Se ordenan según aparecen en los manuscritos. El número de obra "Nº" se corresponde con la numeración de Josep María Llorens. Los códigos de la columna de "Concordancias" (Conc.) con otros manuscritos se especifican más abajo. Los de la columna de "Grabaciones" se especifican en la sección de "Discografía". Los folios 5v, 38v, 39, 104v, 105, 115, 122v, 125, 129, 161, 164v, 168, 169v, 170, 171v y 172 del manuscrito principal tienen las pautadas vacías y los folios 151 y 160v están en blanco. En el manuscrito Barcelona, Biblioteca de Catalunya, M. 1166, los folios 1 y 10 tienen las pautadas vacías.
| N.º                                                     | Folio | Obra                                                                                        | Voces             | Compositor        | Forma musical | Conc. | Grabaciones      | Comentarios |
| Manuscrito: Barcelona, Biblioteca de Catalunya, M. 1967 | |                                                                                             |                   |                   |               |       |                  | |
| ------------------------------------------------------- | --- | ------------------------------------------------------------------------------------------- | ----------------- | ----------------- | ------------- | ----- | ---------------- | --- |
| 1                                                       | 1-5 | Dixit Dominus                                                                               | 4 (SATB)          | Anónimo           | salmo         |       |                  | |
| 2                                                       | 6v-7 | Ave maris stella                                                                            | 4 (SATB)          | Anónimo           | himno         |       |                  | Sólo se incluye la estrofa Summens illud ave |
| 3                                                       | 7v-29 | Missa                                                                                       | 6 (SAATTB)        | Anónimo           | misa          |       |                  | Las voces de las partes son: - Christie - 4 (AATB) - Crucifixus - 4 (TTBB) - Et iterum - 3 (AAT) - Sanctus - 6 - Agnus Dei - 6 Las siguientes partes de omiten intencionadamente: Plemi sunt, Hosanna y Benedictus |
| 4                                                       | 29v-31 | Surge amica mea (1.ªparte) O pulcherrima milierum (2.ªparte)                                | 3 (SST)           | Anónimo           | motete        |       | MIN              | |
| 5                                                       | 31v-38 | Sancta Maria Virgo virginum (1.ªparte) Sancta Dei Genitrix (2.ªparte)                       | 6 (SATTBB)        | Noel Valdovin     | motete        |       |                  | |
| 6                                                       | 39v-47 | In diebus dominicis                                                                         | 4                 | Bartomeu Cárceres | credo         |       |                  | Consta de las siguientes partes: - Patrem (canto gregoriano) - Et in unum (SSAB) - Et ex Patre (canto gregoriano) - Genitum (SSAB) - Qui propter (canto gregoriano) - Et incarnatus (SSA) - Crucifixus (canto gregoriano) - Et resurrexit (SSAB) - Et ascendit (canto gregoriano) - Et iterum (SS) - Et in Spiritum (canto gregoriano) - Qui cum Patre (SSAB) - Et unam Sanctam (canto gregoriano) - Confiteor (SSAB) - Et expecto (canto gregoriano) - Et vitam (SSAB) |
| 7                                                       | 47v-49 | Laudate Dominum omnes gentes                                                                | 5 (SSATB)         | Juan Pérez        | salmo         |       |                  | |
| 8                                                       | 49v-50 | Dixit Dominus                                                                               | 4 (SATB)          | Anónimo           | salmo         |       |                  | Primus tonus |
| 9                                                       | 50v-51 | Laudate pueri Dominum                                                                       | 4 (SATB)          | Anónimo           | salmo         |       |                  | Secundus tonus |
| 10                                                      | 51v-52 | Dixit Dominus                                                                               | 4 (SATB)          | Anónimo           | salmo         |       |                  | Tertius tonus |
| 11                                                      | 52v-53 | Dixit Dominus                                                                               | 4 (SATB)          | Anónimo           | salmo         |       |                  | Quartus tonus |
| 12                                                      | 53v-54 | Dixit Dominus                                                                               | 4 (SATB)          | Anónimo           | salmo         |       |                  | Quintus tonus |
| 13                                                      | 54v-55 | Laudate Dominum omnes gentes                                                                | 4 (SATB)          | Anónimo           | salmo         |       |                  | Sextus tonus |
| 14                                                      | 55v-56 | Dixit Dominus                                                                               | 4 (SATB)          | Anónimo           | salmo         |       |                  | Septimus tonus |
| 15                                                      | 56v-57 | Sit nomen Domini                                                                            | 4 (SATB)          | Anónimo           | salmo         |       |                  | Octavus tonus |
| 16                                                      | 57v-58 | Dixit Dominus                                                                               | 4 (SATB)          | Anónimo           | salmo         |       |                  | Septimus tonus |
| 17                                                      | 58v-59 | In exitu Israel                                                                             | 4 (SATB)          | Anónimo           | salmo         |       |                  | Septimus tonus. Escrito por otra mano en letra cursiva: Manus habent, a 4 voces (SATB) |
| 18                                                      | 59v-60 | Ave maris stella                                                                            | 4 (SATB)          | Anónimo           | himno         |       |                  | La segunda estrofa es igual a la pieza N.º 2 (f. 6v-7) |
| 19                                                      | 60v-63 | Dixit Dominus                                                                               | 4 (SATB)          | Anónimo           | salmo         |       |                  | Primus tonus. Versos: Donec ponam, Dominus a dextris tuis, Sicut erat |
| 20                                                      | 63v-64 | Confitebor tibi Domine                                                                      | 4 (SATB)          | Anónimo           | salmo         |       |                  | Septimus tonus. Versos: Magna opera Domini, Memoriam fecit |
| 21                                                      | 64v-66 | Confitebor tibi Domine                                                                      | 4 (SATB)          | Anónimo           | salmo         |       |                  | Versos: Magna opera Domini, Memoriam fecit, Intellectus bonus, Sicut erat |
| 22                                                      | 66v-68v | Credidi                                                                                     | 4 (SATB)          | Anónimo           | salmo         |       |                  | Quartus tonus. Versos: Ego dixi, O Domine, Dirupisti (órgano), Vola mea Domino (coro), Sicut erat |
| 23                                                      | 68v-70 | Beati omnes                                                                                 | 4 (SATB)          | Anónimo           | salmo         |       |                  | Octavus tonus. Versos: Labores mantuum tuarum, Filii tui, Benedicat tibi, Gloria Patri |
| 24                                                      | 70v-72v | Lauda Ihesusalem                                                                            | 4 (SATB)          | Anónimo           | salmo         |       |                  | Sextus tonus. Versos: Quoniam confortavit, Qui posuit (coro), Qui dat nivem (órgano), Mittit crystallum, Emittet verbum (órgano), Qui annuntiat (órgano), Non fecit taliter (órgano) |
| Missa de desponsatione B.M. Virginis (1.er grupo)       | |                                                                                             |                   |                   |               |       |                  | |
| 35                                                      | 73 | Adducentur                                                                                  | 3                 | Bartomeu Cárceres |               |       | MIN              | |
| 73v-74                                                  | Sicut erat | 4                                                                                           | Bartomeu Cárceres |                   |               |       |                  | |
| 74v                                                     | Egredimini filie Sion | 4 (SATB)                                                                                    | Anónimo           | Introitus         |               |       |                  | |
| 75-75v                                                  | Egredimini filie Sion | 4                                                                                           | Bartomeu Cárceres | Introitus         |               | MIN   |                  | |
| 25                                                      | 76-78 | Laudate pueri Dominum                                                                       | 4 (SATB)          | Anónimo           | salmo         |       |                  | Versos: Sit nomen Domini (falta la parte de S y T), Excelsus (falta la parte de S y T), Suscitans, Sicut erat |
| 26                                                      | 78v-80 | Laetatus sum                                                                                | 4 (SATB)          | Anónimo           | salmo         |       |                  | Versos: Stantes erant, Iherusalem (órgano), Rogate que ad pacem, Fiat pax (órgano), Propter fratres (coro), Propter domum (órgano), Gloria Patri |
| 27                                                      | 80v-81v | Nisi Dominus aedificaverit                                                                  | 4 (SATB)          | Anónimo           | salmo         |       |                  | Versos: Nisi Dominus custodierit, Vanum est, Cum dederit (coro), Sicut sagitae (órgano), Beatus vir, Gloria Patri (órgano), Sicut erat (falta la parte del A y B) |
| 28                                                      | 82v-83 | Lauda Iherusalem                                                                            | 4 (SATB)          | Anónimo           | salmo         |       |                  | Versos: Quonian confortavit (falta la parte del S y T), Qui emittit (falta la parte del S y T), Qui annunciat, Gloria Patri |
| 29                                                      | 83v-86 | Lauda anima mea Dominum                                                                     | 4 (SATB)          | Anónimo           | salmo         |       |                  | Versos: Nolite confidere, Beatus cuius Deus, Dominus solvit, Dominus custodit, Gloria Patri |
| 30                                                      | 86v-93 | In exitu Israel                                                                             | 4 (SATB)          | Anónimo           | salmo         |       |                  | Aparte de los versos a 4 voces contiene versos paralelos en canto gregoriano |
| 31                                                      | 93v-100 | Te deum laudamus                                                                            | 4 (SATB)          | Anónimo           | Te deum       |       |                  | Alterna con el canto gregoriano |
| 32                                                      | 100v-104 | Benedicamus Dominus                                                                         | 4 (SATB)          | Anónimo           | Benedictus    |       |                  | |
| 33                                                      | 105v-115 | Magnificat                                                                                  |                   | Pedro de Pastrana | Magnificat    |       |                  | Versos con el n.º de voces: - Magnificat - 3 (SSA) - Quia respexit - 5 (SAATB) - Et misericordia - 2 (SA) - Deposuit - 5 (SAATB) - Suscepit - 3 (TTB) - Gloria Patri - 5 (SATTB) |
| 34                                                      | 116-122 | Passio D.N.I. Ch. secundum Matthaeum                                                        |                   | Anónimo           | Pasión        |       |                  | Obra incompleta e ilegible |
| Missa de desponsatione B.M. Virginis (2º grupo)         | |                                                                                             |                   |                   |               |       |                  | |
| 35                                                      | 123-124 | Egredimini filie Sion                                                                       | 4 (SATB)          | Anónimo           | Introitus     |       |                  | |
| 124v                                                    | Vultum tuum | 1                                                                                           | Bartomeu Cárceres | Verso de entrada  |               |       | Canto gregoriano | |
| 125v                                                    | Egredimini filie Sion | 4 (SATB)                                                                                    | Bartomeu Cárceres | Introitus         |               | MIN   |                  | |
| 126                                                     | Alleluia (in tempore paschali) | 1                                                                                           | Anónimo           | Alleluia          |               |       | Canto gregoriano | |
| 126                                                     | Gaude Maria virgo | 1                                                                                           | Anónimo           | Tractus           |               |       | Canto gregoriano | |
| 126v                                                    | O felix mulier | 1                                                                                           | Anónimo           | Offertorium       |               |       | Canto gregoriano | |
| 126v                                                    | Laudate Dominam | 1                                                                                           | Anónimo           | Communio          |               |       | Canto gregoriano | |
| 127-128                                                 | Egredimini filie Sion | 4 (SATB)                                                                                    | Bartomeu Cárceres | Introitus         |               | MIN   |                  | |
| 128v                                                    | Benedicta et venerabilis | 1                                                                                           | Anónimo           | Graduale          |               |       | Canto gregoriano | |
| 128v                                                    | O pulcherrima virgo | 1                                                                                           | Anónimo           | Alleluia          |               |       | Canto gregoriano | |
| 36                                                      | 129v-134 | Salve regina, Vita dulcedo                                                                  | 4 (SATB)          | Anónimo           | antífona      |       | MIN              | Alterna con el canto gregoriano |
| 37                                                      | 134v-137 | Vias tuas Domine                                                                            |                   | Anónimo           |               |       |                  | Altus: Cº Antequera; Altus: Cº Cárceres; Tenor: Cº Peñaranda; Bassus: Cº García |
| 38                                                      | 137v-139 | Miseremini fideles                                                                          | 5 (SAATB)         | Juan Pérez        | motete        |       |                  | |
| 39                                                      | 139v-141 | Remedio del primer padre                                                                    | 4 (SATB)          | Bartomeu Cárceres | villancico    |       | MIN              | |
| 40                                                      | 141v-144 | Nunca tal cosa se vio                                                                       | 4 (SATB)          | Bartomeu Cárceres | villancico    |       |                  | |
| 41                                                      | 144v-145 | Madre aquel moçuelo                                                                         | 4 (SATB)          | Anónimo           | villancico    |       | MIN              | |
| 42                                                      | 145v-146 | No la devemos dormir la noche santa                                                         | 4 (SATB)          | Anónimo           | villancico    | UPS   | CAP, MIN         | Concuerda con la pieza 37 del Cancionero de Upsala, No la devemos dormir (La noche Santa), pero esta versión del Cancionero de Gandía cuenta con más estrofas. El texto es del poeta Ambrosio Montesino. |
| 43                                                      | 146v-150 | Falalalanlera de la guardarriera                                                            | 4 (SATB)          | Bartomeu Cárceres | villancico    | UPS   | CAP              | La música concuerda con la pieza 33 del Cancionero de Upsala, Falalalanlera, pero aquí el texto está cambiado "a lo divino". Sólo el estribillo permanece inalterado. |
| 56                                                      | 150v | Vente conmigo Miguel                                                                        |                   | Anónimo           | villancico    |       |                  | Pieza incompleta |
| 44                                                      | 151v | Iudicii signum, Al jorn del judici                                                          | 4 (SATB)          | Bartomeu Cárceres |               |       |                  | Versión breve del Canto de la Sibila |
| 45                                                      | 152v-159 | Dominus vobiscum Initium sancti Evangelii secundum Matheum Liber generationis Ihesu Christi | 4 (SATB)          | Anónimo           |               |       |                  | Alterna con las respuestas en canto gregoriano. |
| 46                                                      | 159v | Al jorn del judici                                                                          | 4 (SATB)          | Alonso            |               |       |                  | Versión breve del Canto de la Sibila |
| 47                                                      | 160 | Sicut era in principio                                                                      | 4 (SATB)          | Anónimo           |               |       | MIN              | |
| 48                                                      | 161v-164 | Letanías al apóstol San Pedro                                                               | 4 (SATB)          | Anónimo           | letanía       |       |                  | |
| 49                                                      | 165-167v | Letanías al apóstol San Pedro                                                               | 3                 | Anónimo           | letanía       |       |                  | |
| 50                                                      | 168v-169 | Gabriel archangelus aparuit Zachariae                                                       | 4 (SATB)          | Anónimo           | motete        |       |                  | |
| 51                                                      | 170v-171 | Elegit sibi Dominus beatum Joseph in sponsum                                                | 4 (SATB)          | Bartomeu Cárceres | motete        |       | MIN              | |
| 52                                                      | 172v-175 | Super flumina Babilonis (1.ªparte) Si oblitus fuero (2.ªparte)                              | 5                 | Alonso            | motete        |       |                  | |
| 55                                                      | 175v | Maria ergo unxit pedes                                                                      |                   | Anónimo           | motete        |       |                  | Pieza incompleta |
| 53                                                      | 176v-183 | Missa In festivitate Sancti Michaelis                                                       | 4 (SATB)          | Anónimo           | misa          |       |                  | Introitus: - Benedicite Dominum omnes angeli - 4 voces (SATB - el Bajo entona el canto gregoriano) Versus: - Benedi anima mea - 4 voces y canto gregoriano - Gloria Patri - canto gregoriano - Sicut erat - 4 voces |
| 53 bis                                                  | 181-183 | Benedicite Dominum                                                                          | 4 (SATB)          | Anónimo           | antífona      |       |                  | |
| 54                                                      | 184-189 | Coph. Vocavi amicos meos Res. Audierunt quia ingemisco ego Hierusalem                       | 4 (SATB)          | Anónimo           | lamentación   |       |                  | |
| 57                                                      | 189v | Zagala del convite                                                                          |                   | Anónimo           | villancico    |       |                  | Pieza incompleta |
| (28)                                                    | 190-190v | Lauda Iherusalem                                                                            | 4 (SATB)          | Anónimo           | salmo         |       |                  | Continuación de la pieza N.º 28 (f. 82v-83) |
| Manuscrito: Barcelona, Biblioteca de Catalunya, M. 1166 | |                                                                                             |                   |                   |               |       |                  | |
| 1                                                       | 1v-2 | Feria Quinta, lectio prima Lamech                                                           |                   | Bartomeu Cárceres | lamentaciones |       |                  | Partes: - O vos omnes - 4 voces (SSAB) |
| 4v-9v                                                   | - Quoniam vindemiavit - 3 voces (SSA) - Locutus est Dominus - 4 voces (SSAB) - De excelso - 2 voces (SS) - Vigilavit - 4 voces (SSAB) - Iherusalem - 2 voces - Converter - 4 voces (SSAB) |                                                                                             |                   |                   |               |       |                  | |
| 2                                                       | 10v-11 | Soleta y verge estich                                                                       | 3 (SAT)           | Bartomeu Cárceres | villancico    | UPS   | CAP, MIN         | La música concuerda, con algunas variantes, con la pieza 23 del Cancionero de Upsala, Soleta so jo ací. Sin embargo, el texto de tema profano se ha cambiado "a lo divino", convirtiéndolo en un villancico navideño. |
| 3                                                       | 11v-12 | Soleta y verge estich                                                                       | 5 (SATTB)         | Juan Cepa         | villancico    | UPS   | FIG              | Versión del villancico anterior a 5 voces |
| 4                                                       | 13v-15 | Toca, Juan, tu rabelejo                                                                     | 4 (SATB)          | Bartomeu Cárceres | villancico    |       | MIN              | |
| 5                                                       | 15v-18v | Te deum                                                                                     |                   | Anónimo           | himno         |       | MIN              | |

Concordancias con otros manuscritos:
- UPS - Cancionero de Upsala

## Discografía
- 1990 - [CAP] Bartomeu Càrceres - Anonymes XVIe siècle. Villancicos & Ensaladas. La Capella Reial de Catalunya. Jordi Savall, Montserrat Figueras. Astrée (Naïve) "Musica Iberica" ES 9951.
- 1997 - [MIN] Cançoner de Gandia, reeditado posteriormente como: El Cant de la Sibil·la. Capella de Ministrers. Carles Magraner. Auvidis Ibèrica (Naïve) AVI 8021.
- 2006 - [FIG] Lux Feminae (900-1600). Montserrat Figueras. Alia Vox AVSA 9847 (SACD-H).